# Isle of Mull
Isle of Mull (skotsk gælisk: An t-Eilean Muileach) eller blot Mull (skotsk gælisk: Muile) er den næststørste ø i de Indre Hebrider (efter Skye) og den ligger vest for Skotland hovedland i kommunen Argyll and Bute.
Øen dækker 875,35 km2 og det er den fjerdestørste ø i Skotland og Storbritannien. Fra 2001 til 2020 er indbyggertallet øget, fra 2.667 i 2001, 2.800 i 2011 og en estimeret befolkning på omkring 3.000 i 2020. Den har den ottendestørste befokning i Skotland. Om sommeren er befolkningen endnu større pga. turister. Omkring en tredjedel af befolkningen bor i hovedbyen Tobermory.
Der findes to destillerier på øen; Tobermory, tidligere kaldet Ledaig, producerer skotsk single malt whisky og det andet, der åbnede i 2019, ligger nær Tiroran, som producerer Whitetail Gin.
Mull har adskillige sportskonkurrencer, hvor Highland Games, der afholdes i juli, er det mest berømte.
Øen har flere borge og slotte, inklusive keepet Moy Castle og Duart Castle. Der er også ruiner fra Ardtornish Castle, Aros Castle samt Glengorm Castle og Torosay Castle fra 1800-tallet.
På sydkysten er en stencirkel fra bronzealderen nær Lochbuie.

## Bosættelser
Følgende er klassificeret som bosættelser på øen af Ordnance Survey:
- Achleck
- Achnahard
- Ardalanish
- Ardtun
- Aridhglas
- Ballygown
- Balnahard
- Bunessan
- Calgary
- Carsaig
- Craignure
- Creich
- Croggan
- Dervaig
- Fanmore
- Fionnphort
- Gruline
- Java
- Kilninian
- Kintra
- Knockan
- Ledaig
- Lee
- Lochbuie
- Lochdon
- Lower Ardtun
- Pennyghael
- Salen
- Strathcoil
- Strongarbh
- Tobermory
- Uisken